# Chanhe
Der Stadtbezirk Chanhe der Hui (chinesisch 瀍河回族区, Pinyin Chánhé Huízú Qū) ist ein ethnischer Stadtbezirk der Hui in der chinesischen Provinz Henan, der zum Verwaltungsgebiet der bezirksfreien Stadt Luoyang gehört. Chanhe hat eine Fläche von 41,67 km² und zählt 194.300 Einwohner (Stand: Ende 2018). 